# Антроповы
Антро́повы — русский дворянский род.

## Происхождение и история рода
В 1573 году опричниками Ивана Грозного числились: Ждан и Иван Антроповы.
Николай Александрович Антропов (1796—1851), капитан Нежинского егерского полка, и брат его Александр Александрович Антропов (1801—1863), губернский секретарь, актуариус Эстляндского обер-ландгерихта, жалованы 10 августа 1834 года дипломом на потомственное дворянское достоинство по заслугам их отца Александра, надворного советника, советника Московской палаты гражданского суда и расправы, и деда, Николая Никитича Антропова (1777—1812), действительного статского советника, председателя Олонецкой уголовной палаты (1793).

## Антроповы в «ЭСБЕ»
В начале XX века «Энциклопедический словарь Брокгауза и Ефрона» так описывал эту дворянскую фамилию:
Антроповы — из них известны:
1) Алексей Петрович — главный живописец Святейшего Синода, академик Имп. акад. худож., род. 17 марта 1716 г., † 23 июля 1795 г., был предпоследним ревизором иконописания при Св. Синоде, учитель знаменитого Левицкого, ученик Андрея Матвеева (Кобылина). Уже с 15-ти лет А. учился живописи у разных мастеров и в 1739 г. принят учеником в Канцелярию строений; в 1752 г. послан в Киев для исполнения живописных работ в отстраивавшейся по проекту графа Растрелли церкви Андрея Первозванного, причем как образа для иконостаса, так купол и стены были писаны им самим без всякой посторонней помощи. Успев окончить работу в четыре года (1752—1756 г.) А. А-в из Киева явился в Москву и там выполнил в месяц 2 плафона в Головинском дворце, где жила государыня. Этими трудами он составил себе репутацию искусного мастера в живописи. В портретах Алексей Петрович А-в следовал манере Ротари. Портрет посетившего Петербург грузинского царя Теймураза Николаевича, весьма удачно написанный, составил А. хорошую репутацию в Петербурге, где к нему весьма охотно обращалась с заказами тогдашняя петербургская знать. Заслужив известность, А-в был приглашен Шуваловым в Москву на службу в университет, при котором предполагалось сперва учредить и Академию художеств, но так как это не состоялось, то по рекомендации Шувалова А. П. А-в определен был (1761) в Синод живописцем, на обязанности которого лежало наблюдение за копировщиками икон, с жалованьем по 600 р. в год, для того времени очень большим. К коронации Екатерины II А. в числе других живописцев отправлен в Москву для содействия Жану Девельи в писании эпизодов коронования. Тогда он написал портрет императрицы в белом платье во весь рост, с регалиями, в порфире и короне. Оригинал сохраняется в Синоде в числе 8 произведений А. П., который до конца своих дней учил учеников и писал образа для подношения императрице и портреты.
2) Младший брат предыд., Николай Петр. А-в — ученик Гриммеля, состоял с 1758 г. при дворе Елисаветы Петровны в должности рисовальщика украшений банкетных столов, что ярко характеризует роскошь двора Елисаветы. Михаилом Ив. Бельским превосходно написан портрет А., находящийся в Академии художеств, но на этом портрете художник изображен слишком моложавым.
3) Василий Ионич — помощник попечителя Казанского учебного округа, из наставников, заслуженный педагог род. 1801 г. и † 1879 г. 

4) Лука Николаевич, драматический писатель и беллетрист, род. в С.-Пб-е 16 окт. 1843 г., † 1884 г. 14 сент. в Москве. Лучшие его произведения: «Блуждающие огоньки» (комедия в 5 д., 1878 г.), «Очарованный сон», «Гордое сердце» (комедии в 3 действ.) и «Ванька Ключник» — драм. эскиз в 4 д. — все литографированные и игранные успешно на любительских сценах. Писал он также разборы драматических и критику беллетристических произведений, работая в С.-Пб-е в «Биб. для чт.» при издательстве (Боборыкина) и в «Заре», а в Москве — в «Русской речи» и «Москов. ведомостях».

## Описание герба
Щит разделён на четыре части, из коих в первой в серебряном поле две золотые крестообразно сложенные сабли, и над оными дворянская корона, во второй и третьей в голубых полях: во второй три серебряные шестиугольные звезды (изм. польский герб Карп), в третьей серебряный якорь с анкерштоком (польский герб Котвица), а в четвёртой в красном поле серебряная крепость.
Щит увенчан дворянскими шлемом и короною, на поверхности коей два чёрные орлиные крыла и над оными серебряная звезда. Намёт на щите серебряный и голубой, подложенный голубым и серебром. Герб Антроповых внесён в Часть 1 Сборника дипломных гербов Российского Дворянства, не внесённых в Общий Гербовник, стр. 43.